# Musical filmowy
Zasugerowano, aby zintegrować ten artykuł z artykułem Film muzyczny (dyskusja). Nie opisano powodu propozycji integracji.

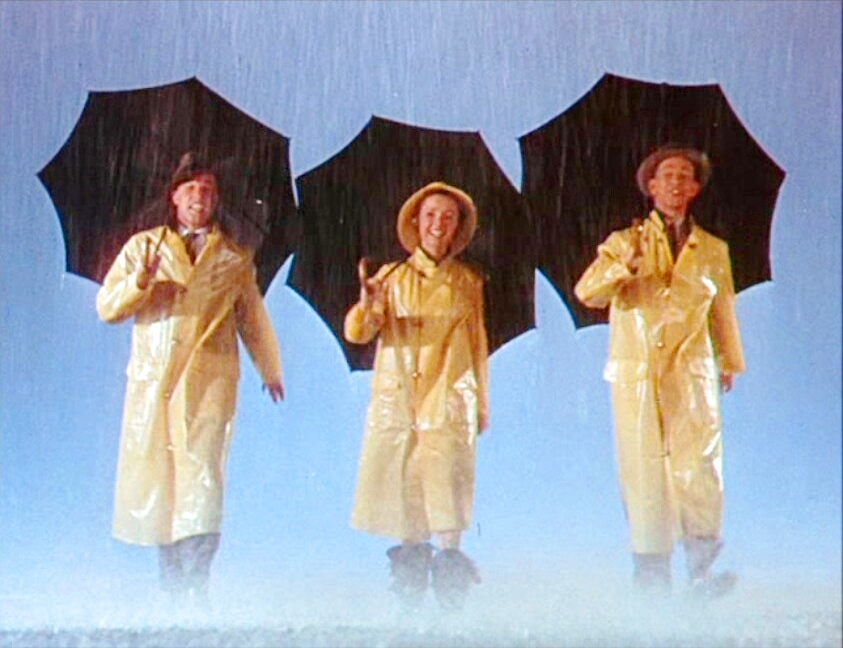
Fotos z filmu Deszczowa piosenka

Musical filmowy (ang. musical film) – gatunek filmowy, w którym piosenki śpiewane przez bohaterów są wplecione w narrację, niekiedy z towarzyszącymi im układami tanecznymi.
Musical filmowy jest odmianą filmu muzycznego. Jako forma pojawił się wraz z udźwiękowieniem filmu. Stanowi jeden z głównych, obok westernu i slapstickowej komedii, nurtów kina w Ameryce. Pierwszymi musicalami filmowymi były Śpiewak jazzbandu z 1927 roku i Śpiewający błazen z 1928 roku.

## Przykłady
Przykładowe musicale filmowe:

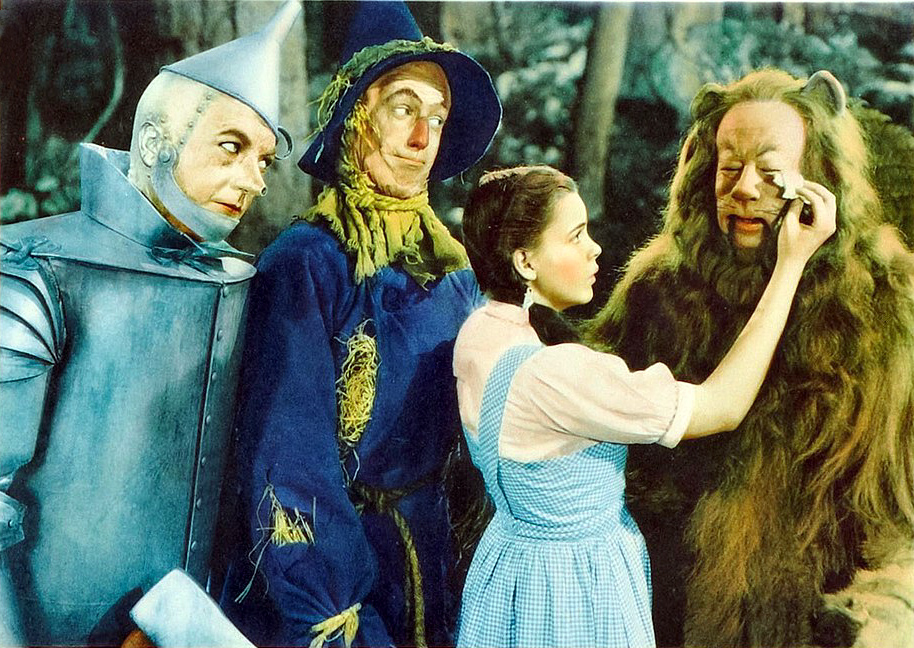
Fotos z filmu Czarnoksiężnik z Oz

- Pani minister tańczy z 1937, reż. Juliusz Gardan
- Zapomniana melodia z 1938, reż. Konrad Tom, Jan Fethke
- Czarnoksiężnik z Oz z 1939, reż. Victor Fleming
- Deszczowa piosenka z 1952, reż. Stanley Donen, Gene Kelly
- My Fair Lady z 1964, reż. George Cukor
- Dźwięki muzyki z 1965, reż. Robert Wise
- Skrzypek na dachu z 1971, reż. Norman Jewison
- Kabaret z 1972, reż. Bob Fosse
- Jesus Christ Superstar z 1973, reż. Norman Jewison
- Grease z 1978, reż. Randal Kleiser
- Hair z 1979, reż. Miloš Forman
- Tańcząc w ciemnościach z 2000, reż. Lars von Trier
- Moulin Rouge! z 2001, reż. Baz Luhrmann
- Chicago z 2002, reż. Rob Marshall
- Gdyby jutra nie było z 2003, reż. Nikhil Advani
- Upiór w operze z 2004, reż. Joel Schumacher
- Mamma Mia! z 2008, reż. Phyllida Lloyd
- Les Misérables. Nędznicy z 2012, reż. Tom Hooper
- Tajemnice lasu z 2014, reż. Rob Marshall
- La La Land z 2016, reż. Damien Chazelle
- Piękna i Bestia z 2017, reż. Bill Condon
- Król rozrywki z 2017, reż. Michael Gracey
- Mary Poppins powraca z 2018, reż. Rob Marshall
- Aladyn z 2019, reż. Guy Ritchie